# 科学研究開発局
科学研究開発局（かがくけんきゅうかいはつきょく、Office of Scientific Research and Development (OSRD)）は、かつてアメリカ合衆国に存在した連邦政府機関である。

## 概要
第二次世界大戦中に国防研究委員会(NDRC)などが行っていた軍事目的の科学研究の統括を目的とし、1941年6月28日に大統領令8807によって正式に設立された。ヴァネヴァー・ブッシュが局長となり、報告はフランクリン・ルーズベルト大統領のみが閲覧した。OSRDが使用可能な資金と資源には、制限がほとんどかけられなかった。
研究分野は広範囲にわたった。より正確な新型爆弾、信頼性のある起爆装置、近接信管、誘導ミサイル、レーダーと早期警戒システム、より軽量で正確な手持ち武器、より効果的な医療（ペニシリンの大量生産など）、より多目的に使える車両なども含まれていた。また、OSRDはNDRCのS-1ウラン委員会を引継いだ。同委員会は後にマンハッタン計画となり、世界初の原子兵器である原子爆弾を開発した。
OSRDは1947年12月に廃止された。

## 人体実験
OSRDは1943年10月から1946年10月にかけて、良心的兵役拒否により民間奉仕に従事していた者を使って人体実験を行った。OSRDが行ったのは、マラリア、高気圧、救命いかだ、高地、凍傷、音響心理学、毒ガス、海水の摂取と暴露、極端な低温・高温、気候、生理衛生、チアミン、床上安静、航空医学の研究だった。
ミネソタ大学のアンセル・キーズは、食事と栄養の影響を調べるために、志願した32人の良心的兵役拒否者をミネソタ大学に送って実験を行った。彼らには、3か月間、1日3,200キロカロリーの食事制限が課された。これは、戦時中のヨーロッパで一般市民が経験した飢饉のときの食事よりも少ない熱量である。この研究では、食事制限中の彼らの身体的能力と、内向性、無気力、過敏性、鬱性などの心理的影響が記録された。その後、通常の食事に戻し、実験中に減少した体重が元に戻るまでの過程が記録された。被験者たちは、この実験の過酷さを知っていたら志願はしなかったと後に語った。